# Plesiochrysa alytos
Plesiochrysa alytos är en insektsart som beskrevs av De Freitas och Penny 2001. Plesiochrysa alytos ingår i släktet Plesiochrysa och familjen guldögonsländor. Inga underarter finns listade i Catalogue of Life.